# Volby do Zastupitelstva Karlovarského kraje 2024
Volby do Zastupitelstva Karlovarského kraje v roce 2024 se konaly v pátek 20. září a v sobotu 21. září 2024 jako součást celostátních krajských voleb v roce 2024. Vyhrálo ANO s 44,03 % a 28 mandáty, který přesahují většinu v zastupitelstvu. Druhá skončila STAN s 12,57 % s 7 mandáty. Do zastupitelstva se dostaly další 3 strany. Ve volbách propadlo skoro 25 % hlasů, což bylo nejvíc ze všech krajů.

## Výsledky
|                                                              | ANO                        | STAN          | SPD a Trikolora                                   | VOK            | ODS           |
| ------------------------------------------------------------ | -------------------------- | ------------- | ------------------------------------------------- | -------------- | ------------- |
| Volební lídr                                                 | Jana Mračková Vildumetzová | Petr Kulhánek | Karla Maříková                                    | Martin Maleček | Jiří Vaněček  |
| Počet hlasů                                                  | 29 503                     | 8 424         | 4 378                                             | 4 070          | 3 992         |
| Podíl                                                        | 44,03 % ▲                  | 12,57 % ▼     | 6,53 % ▼                                          | 6,07 % ▼       | 5,95 % ▼      |
| Počet mandátů (vs. 2020)                                     | 28 (▲ 15)                  | 7 (▬ 0)       | 4 (▬ 0)                                           | 3 (▲ 2)        | 3 (▬ 0)       |
| Předchozí volby (2020)                                       | 24,79 % (13)               | 14,66 % (8)*  | 10,34 % (4) SPD: 7,25 % (4) Trikolora: 3,09 % (0) | 6,51 % (3)**   | 7,35 % (4)*** |
| *v koalici s TOP 09 **v koalici s KVC ***v koalici s KDU-ČSL |                            |               |                                                   |                |               |

### Celkové výsledky
|                           |                                                           |         |       |        |         |         |         |
| Subjekt                   | Subjekt                                                   | Hlasy   | Hlasy | Hlasy  | Mandáty | Mandáty | Mandáty |
| Subjekt                   | Subjekt                                                   | Počet   | %     | ±      | Počet   | ±       | %       |
|                           | ANO 2011                                                  | 29 503  | 44,03 | +19,24 | 28      | +15     | 62,22   |
|                           | Starostové a nezávislí                                    | 8 424   | 12,57 | -2,09  | 7       | 0       | 15,56   |
|                           | SPD a Trikolora                                           | 4 378   | 6,53  | -3,81  | 4       | 0       | 8,89    |
|                           | Volba pro kraj                                            | 4 070   | 6,07  | -0,44  | 3       | +2      | 6,67    |
|                           | Občanská demokratická strana                              | 3 992   | 5,95  | -1,40  | 3       | 0       | 6,67    |
|                           | Vize pro Karlovarský kraj                                 | 3 113   | 4,64  | Nová   | 0       | Nová    | 0       |
|                           | Místní hnutí nezávislých za harmonický rozvoj obcí a měst | 2 888   | 4,31  | -2,98  | 0       | -4      | 0       |
|                           | Česká pirátská strana                                     | 2 527   | 3,77  | -7,79  | 0       | -6      | 0       |
|                           | Komunistická strana Čech a Moravy                         | 1 786   | 2,66  | -1,75  | 0       | 0       | 0       |
|                           | SNK 1 - SNK a KDU-ČSL                                     | 1 540   | 2,29  | -3,16  | 0       | -4      | 0       |
|                           | Správná Volba PRO kraj                                    | 1 030   | 1,53  | Nová   | 0       | Nová    | 0       |
|                           | PŘÍSAHA občanské hnutí                                    | 906     | 1,35  | Nová   | 0       | Nová    | 0       |
|                           | HLAS pro Karlovarský kraj (SproK, SD-SN)                  | 801     | 1,19  | Nová   | 0       | Nová    | 0       |
|                           | SRDCEM PRO ...                                            | 769     | 1,14  | Nová   | 0       | Nová    | 0       |
|                           | Sociální demokracie                                       | 464     | 0,69  | -3,01  | 0       | 0       | 0       |
|                           | Svobodní a Soukromníci                                    | 331     | 0,49  | Nová   | 0       | Nová    | 0       |
|                           | Demokratická strana zelených – Za práva zvířat            | 250     | 0,37  | -0,20  | 0       | 0       | 0       |
|                           | Švýcarská demokracie                                      | 126     | 0,18  | Nová   | 0       | Nová    | 0       |
|                           | Volt Česko                                                | 100     | 0,14  | Nová   | 0       | Nová    | 0       |
| Celkem                    | Celkem                                                    | 66 998  | 100   | –      | 45      | –       | 100     |
|                           |                                                           |         |       |        |         |         |         |
| Platné hlasy              | Platné hlasy                                              | 66 998  | 98,77 | –      | –       | –       | –       |
| Neplatné hlasy            | Neplatné hlasy                                            | 835     | 1,23  | –      | –       | –       | –       |
| Celkem hlasů              | Celkem hlasů                                              | 67 833  | 100   | –      | –       | –       | –       |
| Registrovaní voliči/účast | Registrovaní voliči/účast                                 | 226 343 | 30,01 | -4,93  | –       | –       | –       |
| Zdroj:                    |                                                           |         |       |        |         |         |         |

## Pozadí
Ve volbách v roce 2020 zvítězilo hnutí ANO 2011 s 24,79 %. Do zastupitelstva se dostalo dalších 10 subjektů. Koalice vznikla v prosinci 2020, kdy koaliční smlouvu podepsali zastupitelé za STAN, Piráty, ODS, MÍSTNÍ HNHRM, SNK 1 - SNK, TOP 09, KDU-ČSL a VOK. Hejtmanem se stal bývalý primátor Karlových Varů Petr Kulhánek za STAN.
|                  |              |          |                  |
| Strana           | Strana       | % (2020) | Mandáty          |
| Koalice          |              |          |                  |
|                  | STAN         | 14,66    | 7/45             |
|                  | TOP 09       | 14,66    | 1/45             |
|                  | Piráti       | 11,56    | 6/45             |
|                  | ODS          | 7,35     | 3/45             |
|                  | KDU-ČSL      | 7,35     | 1/45             |
|                  | MÍSTNÍ HNHRM | 7,28     | 4/45             |
|                  | VOK          | 6,51     | 1/45             |
| SNK 1 - SNK      |              |          |                  |
|                  | SNK 1 - SNK  | 5,45     | 2/45 (v koalici) |
| 1/45 (v opozici) | SNK 1 - SNK  | 5,45     |                  |
| Opozice          |              |          |                  |
|                  | ANO          | 24,79    | 13/45            |
|                  | SPD          | 7,25     | 4/45             |
|                  | KVC          | 6,51     | 2/45             |

## Kandidující subjekty
| Číslo | Subjekt | Subjekt                                                   | Typ              | Foto | Lídr                       | Poznámky |
| ----- | ------- | --------------------------------------------------------- | ---------------- | ---- | -------------------------- | --- |
| 9     |         | Správná Volba PRO kraj                                    | koalice          |      | Pavlína Maříková           | ekonomka |
| 11    |         | HLAS pro Karlovarský kraj                                 | koalice          |      | Jan Horník                 | starosta města Boží Dar, člen Prezidia Euregia Egrensis, spoluiniciátor zápisu Hornického regionu Erzgebirge/Krušnohoří do UNESCO a Ježíškovy cesty |
| 15    |         | DSZ – ZA PRÁVA ZVÍŘAT                                     | politická strana |      | Jana Labudíková            | invalidní důchodce, dobrovolník a dočaskář spolku PlazKA AŠ z.s., podporovatel organizace Svoboda zvířat, ochránce zvířat                           |
| 16    |         | PŘÍSAHA občanské hnutí                                    | politické hnutí  |      | Vladimír Kňákal            | úředník samosprávy |
| 21    |         | Česká pirátská strana                                     | politická strana |      | Markéta Monsportová        | manažerka, krajská zastupitelka |
| 25    |         | Volt Česko                                                | politická strana |      | Josef Janů                 | stavební inženýr, krajský zastupitel |
| 39    |         | ANO 2011                                                  | politické hnutí  |      | Jana Mračková Vildumetzová | poslankyně Parlamentu ČR |
| 45    |         | SRDCEM PRO ...                                            | politické hnutí  |      | Jitka Pokorná              | ředitelka Domácího hospicu, zastupitelka Karlovarského kraje                                                                                        |
| 61    |         | STAROSTOVÉ A NEZÁVISLÍ                                    | politické hnutí  |      | Petr Kulhánek              | hejtman Karlovarského kraje |
| 64    |         | Koalice SNK 1 - SNK a KDU-ČSL                             | koalice          |      | Oľga Haláková              | členka Rady Karlovarského kraje pro oblast kultury a památkové péče, výtvarnice                                                                     |
| 66    |         | Svobodní a Soukromníci                                    | koalice          |      | Jan Cetkovský              | soukromý zemědělec, moderátor, zastupitel obce Odrava                                                                                               |
| 70    |         | Sociální demokracie                                       | politická strana |      | Tomáš Svoboda              | předseda SOCDEM Karlovarského kraje, radní města Kynšperk nad Ohří                                                                                  |
| 71    |         | SPD a Trikolora                                           | koalice          |      | Karla Maříková             | poslankyně, krajská zastupitelka, zdravotní sestra                                                                                                  |
| 74    |         | MÍSTNÍ HNUTÍ NEZÁVISLÝCH ZA HARMONICKÝ ROZVOJ OBCÍ A MĚST | politické hnutí  |      | Dalibor Blažek             | člen Rady Karlovarského kraje, náměstek hejtmana |
| 75    |         | Komunistická strana Čech a Moravy                         | politická strana |      | Miroslav Soural            | voják z povolání |
| 76    |         | Švýcarská demokracie (www.svycarska-demokracie.cz)        | politické hnutí  |      | Martin Prokop              | jednatel obchodní společnosti |
| 85    |         | Občanská demokratická strana                              | politická strana |      | Jiří Vaneček               | obchodní ředitel |
| 89    |         | Vize pro Karlovarský kraj                                 | politické hnutí  |      | Vít Hromádko               | starosta obce Hájek, člen Rady Karlovarského kraje                                                                                                  |
| 91    |         | Volba pro kraj                                            | politické hnutí  |      | Martin Maleček             | starosta města Hroznětín |

## Kampaně

### Starostové a nezávislí
Starostové a nezávislí 20. května 2024 oznámili akce s názvem „Řekni to hejtmanovi“ konající se v různých dnech po ruzných obcí v Karlovarským kraji. První akce se konala 30. května v Horní Blatné.

### Volba pro kraj
Volba pro kraj pro krajské volby vybrala heslo „Volte lidi, které znáte“.